# Словечно
Слове́чно (укр. Слове́чне) — село в Украине, основано в 1566 году, находится в Коростенском районе Житомирской области. Административный центр Словечанской сельской общины.
Код КОАТУУ — 1824287301. Почтовый индекс — 11122. Телефонный код — 4148. Занимает площадь 3,631 км².
В селе есть музей партизанской славы, средняя школа.

## Население
Население по переписи 2001 года составляет 1725 человек.

### Языковой состав
Родной язык населения по данным переписи 2001 года:
| Язык       | Численность, чел. | Доля     |
| ---------- | ----------------- | -------- |
| Украинский | 1 716             | 99,48 %  |
| Другое     | 9                 | 0,52 %   |
| Итого      | 1 725             | 100,00 % |

## Уроженцы
- Борис Натанович Вайсман (1887—1962) — еврейский педагог и общественный деятель.
- Ицик Кипнис (1896—1974) — еврейский поэт и прозаик.

## Адрес местного совета
11122, Житомирская область, Овручский р-н, с. Словечно.

## Достопримечательности
При въезде в село Словечно установлен «Мемориал сожжённым сёлам» скульптора И. С. Табачника.